# Гедберг, Франц
Франц Теодор Гедберг (швед. Franz Theodor Hedberg; 2 марта 1828, Стокгольм — 8 июня 1908, Ваксхольм) — шведский поэт, драматург и либреттист.

## Биография
Воспитывался в детском доме. В молодости перепробовал многие профессии: был актёром, парикмахером и др.
В 1854 всерьёз занялся драматургией. Впоследствии, с 1861 служил в Королевском драматическом театре в Стокгольме, с 1870 руководил Королевской высшей музыкальной школой в Стокгольме, позже был директором Большого театра (Stora Teatern ) в Гётеборге (1881). В 1883 году отказался от занимаемой должности, чтобы целиком посвятить себя литературному творчеству.
Отец драматурга Тура Гедберга и переводчицы  Вальборг Хедберг.

## Творчество
Автор многих комедий, трагедий, водевилей, адаптаций и переводов. Самой известной из его пьес является «Bröllopet på Ulfåsa» («Свадьба в Ульфосе»; 1865). Его бытовые и исторические пьесы, имели большой успех у публики.
Написал несколько работ, связанных с театром («Svenska skådespelare: karakteristiker och porträtter» (1884), «Svenska operasångare: karakteristiker och porträtter» (1885)).
Кроме того, Ф. Гедберг писал рассказы, стихотворения и был автором весьма интересных театральных мемуаров «Fyra år vid landsortsteatern» («Четыре года в провинциальном театре»).

## Избранные произведения

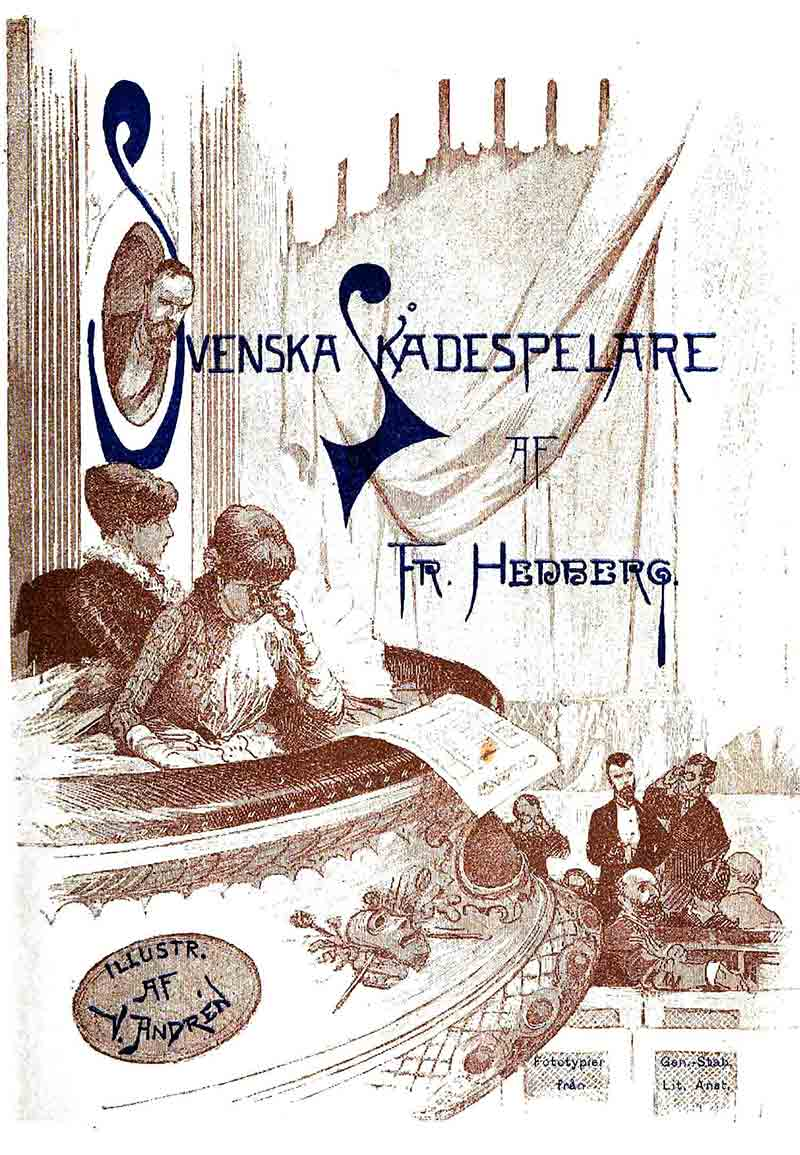
Обложка книги Ф. Гедберга «Svenska skådespelare. Karakteristiker och porträtter», 1884.

- «En herre, som går vilse»
- «Hin ondes gåfva»
- «Min vän löjtnanten»
- «Kung Märta»
- «Dagen gryr»
- «Bröllopet på Ulfåsa»
- «Wasa-arfvet»
- «Stolts Elisif»